# Ramal del Rio Maior
El Ramal de Rio Maior es un antiguo ramal ferroviario portugués que unía las Minas do Espadanal (Rio Maior) al Vale de Santarém (Línea del Norte), estando previsto el término de la línea en Peniche, con enlace con la Línea del Oeste en Dagorda.
Una nueva ferrovia siguiendo aproximadamente el mismo trayecto estuvo prevista para 2014.

## Historia
Al principio de la década de 1940, en plena II Guerra Mundial, Portugal se enfrentó con la necesidad de incrementar la producción nacional de combustibles fósiles. Para responder a las exigencias de la época, el gobierno promovió estudios de la cuenca de lignitos de Río Maior, elaborados por los geólogos João Monteiro da Conceição y Georges Zbyszewski, a través de los cuales se comprobó la viabilidad industrial de las Minas do Espadanal, siéndoles atribuido un papel relevante en el plan nacional de producción de combustibles. En este contexto, es inaugurada, en abril de 1945, la línea férrea Rio Maior – Vale de Santarém, con un imponente muelle levantado en las inmediaciones del plan de extracción de las minas, uniendo estas a la red ferroviaria nacional (Línea del Norte) en Vale de Santarém.
Esta línea funcionó hasta el cierre de la Fábrica de Briquetes de las Minas de Espadanal en 1965. Son actualmente escasos los vestigios de su existencia.

## sigloXXI
Integrada en el Plan de Acción para el Oeste y Lezíria do Tejo, con alcance hasta 2014, estaba prevista para 2015 una nueva línea ferroviaria uniendo Caldas da Rainha (Línea del Oeste), Río Maior (futura vinculación Lisboa-Porto en alta velocidad), y Santarém (Línea del Norte, terminando en Setil), presupuestada en 37 M€. Este proyecto fue suspendido en 2010, en el ámbito de la reducción presupuestaria prevista por el Plan de Estabilidad y Crecimiento del gobierno, y debido al hecho de que un estudio de la Red Ferroviaria Nacional había determinado que este tramo no tendría viabilidad económica.